# Zemědělský dvůr čp. 10 (Nahý Újezdec)
Zemědělský dvůr čp. 10 byl barokním hospodářským areálem v Nahém Újezdci v okrese Tachov. Náležel k bývalému zámku, jenž byl zbourán v roce 1964. Demolice potkala roku 2013 i areál zemědělského dvora, jenž byl kulturní památkou.

## Historie a popis
Barokní soubor zemědělských objektů v Nahém Újezdci náležel k zámku, jenž v roce 1962 vyhořel a o dvě léta později byl srovnán se zemí, a tvořil tak jeho poslední dochovanou část. Sestával se ze tří objektů, stojích na lichoběžníkovém půdorysu, jmenovitě z obytného stavení s chlévy, špýcharu a stodoly. Obytné stavení o jednom podlaží mělo ve tříosé průčelí, nečleněnou fasádu a polovalbovou střechu krytou bobrovkami. Špýchar byl zděnou budovou se sedlovou střechou, pokrytou též bobrovkami, s dvěma trojúhelníkovými štíty. Jeho fasádu obíhala hladká hlavní římsa. Z objektu stodoly vystupovala osmiúhelníková polygonální přístavba, jenž byla s největší pravděpodobností určená pro žentour.
V únoru 2013 byl areál bez povolení Národního památkového ústavu zdemolován, pracovníkům NPÚ se alespoň podařilo při demolici zdokumentovat zbývající torza. Objektu byla 12. března 2015 dodatečně odebrána památková ochrana.